# Phil Esposito

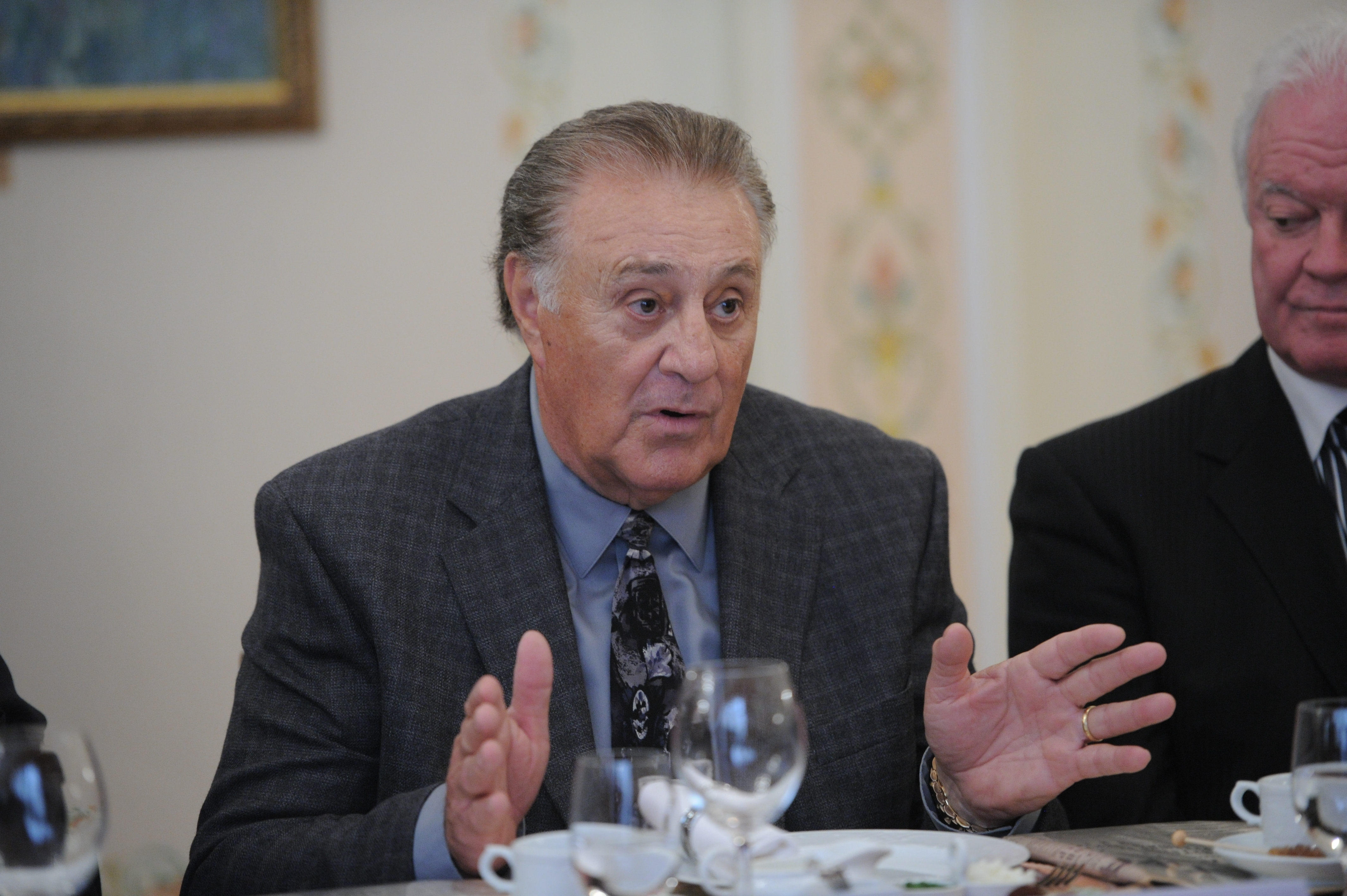
Philip Esposito (2012)

Philip Anthony Esposito (Sault Ste. Marie, 20 februari 1942) is een voormalige Canadese professionele ijshockey speler die 18 seizoenen in de National Hockey League voor de Chicago Blackhawks, de Boston Bruins en de New York Rangers speelde. Hij is een geëerd lid van de Hockey Hall of Fame en wordt beschouwd als een van de beste spelers ooit in de National Hockey League. Phil is de oudere broer van de eveneens Hall of Fame lid Tony Esposito, een doelman.
- International Standard Name Identifier: 0000 0000 8315 2720
- Library of Congress Control Number: n50008992
- Nederlandse Thesaurus van Auteursnamen: 181893193
- Virtual International Authority File: 113708760
- WorldCat: E39PBJxMpCFdTY7j4x6fGRhmBP